# Даннинг, Томас Джозеф
То́мас Джо́зеф Да́ннинг (англ. Thomas Joseph Dunning) — британский деятель профсоюзного движения, публицист.

## Биография и взгляды
Родился в Саутуарке (пригород Лондона) в семье Джозефа Хилла Даннинга и Энн Даннинг (урождённой Барбер). В качестве профессии выбрал переплётное дело: в Великобритании в этот период быстрыми темпами развивалась полиграфическая промышленность, и профессия переплётчика была очень востребована. Работал подмастерьем, затем мастером (курс обучения занимал 7 лет). В 1820 году Даннинг вступил в Лондонское объединённое общество подмастерьев-переплётчиков (англ. London Consolidated Society of Journeyman Bookbinders) и в конце 1830-х годов был избран в его исполнительный комитет. Неоднократно участвовал в забастовках, вёл переговоры с работодателями от имени профсоюза. В 1839 году за участие в забастовке был уволен, но в результате несколько мелких профсоюзов переплётчиков объединились, а вскоре появился и общенациональный профсоюз, руководителем (англ. chief secretary) которого стал Даннинг. Редактировал несколько газет (в том числе издание профсоюза переплётчиков «The Bookbinders’ Trade Circular»), публиковал статьи и издавал брошюры на тему борьбы за права рабочих.
Даннинг называл известные законы о хозяине и слуге (англ. Master and Servant Acts), на основании которых на рабочего возлагались гораздо более тяжёлые обязательства, чем на нанимателя (вплоть до тюремного заключения за нарушение договора найма), попыткой воссоздания крепостного права в промышленности. Он оспаривал мысль о том, что профсоюзное движение среди сельскохозяйственных рабочих несёт угрозу революции: наоборот, по мнению Даннинга, их мирная борьба за свои права позволяет британским землевладельцам избежать участи французской знати. Даннинг подвергал резкой критике идею национализации земли как экономически невыгодную и политически опасную — создающую правительственную монополию. Решение видел в либерализации рынка земли путём отмены права первородства и принятия соответствующих законов. Даннинг поддерживал независимость Юга в Гражданской войне в США, сравнивая Линкольна c Ксерксом.

## Цитата
Томасу Джозефу Даннингу принадлежит широко известное высказывание о сути капитализма, процитированное Карлом Марксом в «Капитале» и потому часто ошибочно ему приписываемое:

«Капитал, — говорит „Quarterly Reviewer“, — избегает шума и брани и отличается боязливой натурой». Это правда, но это ещё не вся правда. Капитал боится отсутствия прибыли или слишком маленькой прибыли, как природа боится пустоты. Но раз имеется в наличии достаточная прибыль, капитал становится смелым. Обеспечьте 10 процентов, и капитал согласен на всякое применение, при 20 процентах он становится оживлённым, при 50 процентах положительно готов сломать себе голову, при 100 процентах он попирает все человеческие законы, при 300 процентах нет такого преступления, на которое он не рискнул бы, хотя бы под страхом виселицы. Доказательство: контрабанда и торговля рабами. Оригинальный текст (англ.)Capital is said by this reviewer to fly turbulence and strife, and to be timid, which is very true; but this is very incompletely stating the question. Capital eschews no profit, or very small profit, just as Nature was formerly said to abhor a vacuum. With adequate profit, capital is very bold. A certain 10 per cent. will ensure its employment anywhere; 20 per cent. certain will produce eagerness; 50 per cent., positive audacity; 100 per cent. will make it ready to trample on all human laws; 300 per cent., and there is not a crime at which it will scruple, nor a risk it will not run, even to the chance of its owner being hanged. If turbulence and strife will bring a profit, it will freely encourage both. Smuggling and the slave-trade have amply proved all that is here stated…

### Сноски
1. ↑  В цитируемом издании ошибочно указано «Quarterly Reviewer» вместо «Quarterly Review[англ.]» — влиятельный литературно-политический журнал, издававшийся в Лондоне в 1809—1967 годах.